# Kayatyani Shankar Bajpai
Kayatyani Shankar Bajpai es un diplomático indio retirado.
- En 1952 entró al servicio del exterior de India.
- De 1955 a 1958 sirvió en Bonn, Ankara y Berna.
- De 1962 a 1965 fue oficial de Políticas del Alto Comisionado en Karachi, Pakistán.
- De 1958 a 1962 fue empleado en el departamento Asuntos Árabes en el ministerio en Nueva Delhi.
- De 1967 a 1970 fue Cónsul General en San Francisco.
- De 1970 a 1974 fue oficial en Sikkim.
- En 1975 fue embajador en La Haya, (Países Bajos).
- De 1976 a 1980 fue Alto Comisionado en Islamabad.
- De 1980 a 1982 fue embajador en Beijing.
- De 1982 a 1983 fue Secretario, Asuntos Exteriores.
- De 1984 a 1986 fue embajador en Washington, D C.[1]